# Juan Errazquin
Juan Errazquin Tomás, né le 22 juin 1906 à Leones (Córdoba, Argentine) et mort le 6 janvier 1931 à Irún (Guipuscoa, Espagne), est un footballeur international espagnol. 
Le 1er juin 1925, à l'âge de 18 ans et 334 jours, il inscrit avec l'Espagne trois buts face à la Suisse et devient ainsi le plus jeune buteur de la Roja, record battu 95 ans après, le 6 septembre 2020 par Ansu Fati.

## Biographie
Juan Errazquin naît en Argentine dans une famille d'immigrés basques. Enfant, il revient vivre avec ses parents au Pays basque et commence à jouer au football. Lors de la saison 1920-1921, à l'âge de 15 ans, il est déjà l'un des meilleurs joueurs de l'équipe réserve du Real Unión. Il devient attaquant de l'équipe première lors de la saison 1923-1924. Avec le Real Unión, il remporte deux Coupes d'Espagne en 1924 et 1927.
La tuberculose l'emporte en 1931 à l'âge de 24 ans.

### Équipe nationale
Il joue six matches avec l'équipe d'Espagne et devient le plus jeune buteur de la Roja le 1er juin 1925 à l'âge de 18 ans et 334 jours (il marque les trois buts du match face à la Suisse à Berne). Ce record de précocité ne sera battu que 95 ans plus tard, le 6 septembre 2020, par Ansu Fati (17 ans et 311 jours). Errazquin reste toutefois le plus jeune à avoir marqué un hat-trick avec l'Espagne. Il inscrit un total de six buts avec l'équipe nationale,.

## Palmarès
Juan Errazquin remporte deux Coupes d'Espagne avec le Real Unión en 1924 et 1927.